# Gmina Ljubno
Ljubno – gmina w Słowenii. W 2002 roku liczyła 2701 mieszkańców.

## Miejscowości
Miejscowości wchodzące w skład gminy Ljubno:
- Juvanje
- Ljubno ob Savinji – siedziba gminy
- Meliše
- Okonina
- Planina
- Primož pri Ljubnem
- Radmirje
- Savina
- Ter